# Mikael Simonsen
Mikael Simonsen (Løgstør, Vesthimmerland, Jutlàndia Septentrional, 20 de novembre de 1882 – Aarhus, Midtjylland, 29 de març de 1950) va ser un remer danès que va competir a començaments del segle xx.
El 1912 va prendre part en els Jocs Olímpics d'Estocolm, on guanyà la medalla de bronze en la competició del quatre amb timoner del programa de rem, formant equip amb Erik Bisgaard, Rasmus Frandsen, Poul Thymann i Ejgil Clemmensen.